# Ernst Adalbert Voretzsch
Ernst Adalbert Voretzsch (* 27. Juni 1908 in Hamburg; † 24. Juni 1991 in Erlangen) war ein deutscher Christlicher Archäologe und Kirchenhistoriker.

## Leben
Sein Vater war der Marinestabsarzt Oskar Voretzsch (1875–1916), der im Ersten Weltkrieg fiel; seine Mutter hieß Elisabeth geb. Schulze. Adalbert Voretzsch studierte nach dem Besuch des Gymnasiums in Altenburg Evangelische Theologie und Philologie an der Georg-August-Universität Göttingen. 1929/30 war er im Corps Saxonia Göttingen aktiv. 1930/31 studierte er an der Universität Leipzig, 1931/32 an der Friedrich-Wilhelms-Universität zu Berlin, 1932/33 an der Christian-Albrechts-Universität zu Kiel und 1935 bis 1941 erneut in Berlin, um sich der Religionswissenschaft, Orientalistik und Archäologie zuzuwenden. Er schrieb für die Zeitschrift Die Kunst im Dritten Reich und wurde 1937 Mitglied der NSDAP. Ab 1938 war er wissenschaftlicher Hilfsarbeiter am Vorderasiatischen Museum Berlin. Von 1940 bis 1942 hatte er eine Hilfsassistentenstelle am Seminar für Christliche Archäologie und kirchliche Kunst der Universität Berlin inne. Während des Krieges war er wegen Lungentuberkulose mit der Betreuung „sichergestellten“ Kunstgutes aus Frankreich betraut. Im Jahr 1944 war er Haupteinsatzführer beim Einsatzstab Reichsleiter Rosenberg (ERR). Auf der mittelfränkischen Burg Colmberg, die sich damals im Besitz seines Onkels Ernst Arthur Voretzsch befand, deponierte er 25 LKW-Ladungen geraubten Kulturguts, darunter Ikonen aus Pskow und Nowgorod. Die US-amerikanische Besatzungsmacht restituierte im Jahr 1946 1.178 Ikonen und Gemälde an die Sowjetunion.
Im März 1945 wurde Voretzsch in Berlin zum Dr. phil. promoviert. Ab 1947 war er wissenschaftlicher Assistent am Kirchengeschichtlichen Seminar der Universität Tübingen bei Hanns Rückert. Dort wurde er 1951 auch zum Dr. theol. promoviert. Er begann mit einer Habilitationsschrift über frühchristliche Baptisterien, die er 1953 erfolglos in Tübingen einreichte. 1952/53 war er Assistent an der theologischen Fakultät der Waldenser in Rom, 1953/54 an der Handschriftenabteilung der Universitätsbibliothek Tübingen. Nachdem er von 1954 bis 1957 am Deutschen Archäologischen Institut Rom gewesen war, habilitierte er sich 1958 bei Klaus Wessel an der Universität Greifswald. Die Universität Erlangen berief ihn 1961 als Nachfolger von Fritz Fichtner auf den Lehrstuhl für Christliche Archäologie und christliche Kunstgeschichte an der Theologischen Fakultät. Dort war er 1962/63 Dekan. Er blieb nach der Emeritierung 1973 in Erlangen und arbeitete weiter auf seinem Forschungsgebiet, der Akustik von Sakralbauten. Er starb kurz vor seinem 83. Geburtstag.
Verheiratet war er mit Renate geb. von Schaewen (1945) und Hannelore geb. Helb (1962).